# Miesenbach (Niederösterreich)
Miesenbach ist eine Gemeinde mit 641 Einwohnern (Stand 1. Jänner 2025) im Bezirk Wiener Neustadt in Niederösterreich. Der Ort ist untrennbar mit dem Leben des Malers Friedrich Gauermann verbunden, der hier geboren wurde und gewirkt hat.

## Geografie
Miesenbach liegt in den Niederösterreichischen Kalkalpen auf 500 bis 1.200 Meter Seehöhe in einem Seitental der Piesting im Industrieviertel.
Die Gemeinde erstreckt sich zwischen der Dürren Wand im Westen und der Hohen Wand im Osten, sowie im Süden auf einen Teil des Stolzenwörther Beckens mit dem frühgeschichtlichen Höhenweg in das Halltal bei Mariazell (Salzweg). Im Norden bildet die Hohe Mandling die Grenze. Die ganze Landschaft ist auf Wetterstein-, Dachstein- und Gutensteiner Kalk aufgebaut. 74,12 Prozent der Fläche sind bewaldet.

### Gemeindegliederung

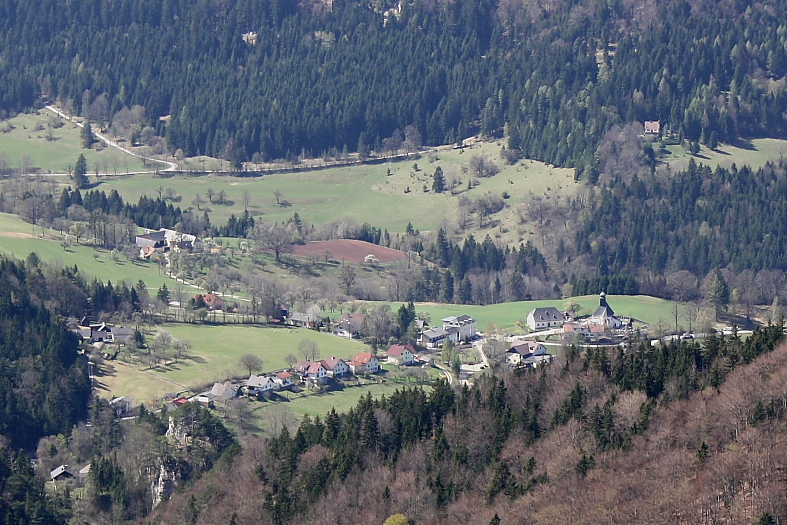
Die Rotte Scheuchenstein vom Aussichtsturm auf der Hohen Wand aus gesehen

Es existieren keine weiteren Katastralgemeinden außer Miesenbach.
Die Gemeinde Miesenbach umfasst 27 Ortsteile, von denen die Rotte Scheuchenstein die bedeutendste ist. Weitere Ortsteile sind die Streusiedlungen An der Leithen, An der Wand, Auf der Höh, Tiefenbach, Waidmannsbach und Wegscheid, dann die Rotten Bach, Balbersdorf, Frohnberg, Grandhäusl, Hausberg, Kaltenberg, Kreuzbach, Krottenbach, Lehen, Oberlehn, Oed, Rastberg, Tuft und Ungerberg sowie zahlreiche Einzellagen.

### Nachbargemeinden
|                             | Waidmannsfeld                               | Waldegg                     |
| Gutenstein                  | Kompassrose, die auf Nachbargemeinden zeigt | Hohe Wand                   |
| Puchberg am Schneeberg (NK) |                                             | Grünbach am Schneeberg (NK) |

## Geschichte
Der Name Miesenbach weist auf ein Gewässer und einen Mann namens „Miso“ hin, ist bayrischen Ursprungs und leitet sich von „moosiger Bach“ ab, da der Oberlauf des Baches in sumpfige und moosige Landschaft eingebettet ist.
Vor Christi Geburt war das Gebiet Teil des keltischen Königreiches Noricum und gehörte zur Umgebung der keltischen Höhensiedlung Burg auf dem Schwarzenbacher Burgberg, welche Hauptort für das gesamte Nord-Ost-Norikum war. Später unter den Römern lag das heutige Miesenbach dann in der Provinz Pannonia.
Um 900, unter Kaiser Arnulf v. Kärnten, wird das Miesenbachtal durch treue Gefolgsleute besiedelt, als diese ihr Reich nach Osten kolonialisieren.
1166 werden das Piestingtal und seine Nebentäler, die von Bayern aus der Gegend um Miesbach besiedelt wurden, im Falkensteiner Codex erwähnt. 1182 übergibt Adalram II. seine Güter an den steirischen Herzog Ottokar IV. Ein großer Teil der verschiedenen Besitzungen des Miesenbachtales dürfte an die Familie „von Scheuchenstein“ gelangt sein, in deren Zeit die Erbauung der Burg und der Kapelle in Scheuchenstein fiel.
1282 übernimmt Rudolf I. von den steirischen Herzögen das Land. 1464 spielt die Burg Scheuchenstein im Bruderzwist zwischen Kaiser Friedrich III. und Herzog Albrecht VI. eine bedeutende Rolle.
Mit dem Tod von Truchseß Ruprecht von Scheuchenstein, Dachenstein und Wulfingstein im Jahr 1530 verliert die Herrschaft Scheuchenstein immer mehr an Bedeutung und fällt später an die Herrschaft Hernstein. Hans Balthasar von Hoyos kauft 1632 die Ämter Scheuchenstein und Pernitz.
1850 wurde erstmals von den Gemeindebürgern ein Bürgermeister in freier und geheimer Wahl gewählt. Mit dem Bau der Straße über den Sattel des Aschers besteht seit 1874 eine Verbindung nach Puchberg am Schneeberg. 1885 wird eine Straßenverbindung nach Oed errichtet.
Nachdem umliegende Orte wie Gutenstein oder Puchberg am Schneeberg bereits seit längerer Zeit vom Fremdenverkehr profitieren, setzt in Miesenbach erst in den 1920er Jahren der Tourismus ein. Der ruhige Ort erfreut sich bei Wiener „Sommerfrischlern“ zunehmender Beliebtheit.
Anlässlich des 150. Geburtstages von Friedrich Gauermann wird 1967 im Gauermannhof eine Ausstellung gezeigt, die zahlreiche Besucher anzieht. 1962 findet in Miesenbach und Gutenstein die Niederösterreichische Landesausstellung „Friedrich Gauermann und seine Zeit“ statt, die von rund 162.000 Gästen besucht wird. 1976 wird die Gauermann-Schule geschlossen und in ein Gauermann-Museum umgewandelt.

### Bevölkerungsentwicklung
| Miesenbach: Einwohnerzahlen von 1869 bis 2025       | Miesenbach: Einwohnerzahlen von 1869 bis 2025 | Miesenbach: Einwohnerzahlen von 1869 bis 2025 | Miesenbach: Einwohnerzahlen von 1869 bis 2025 | Miesenbach: Einwohnerzahlen von 1869 bis 2025 |
| --------------------------------------------------- | --------------------------------------------- | --------------------------------------------- | --------------------------------------------- | --------------------------------------------- |
| Jahr                                                |                                               |                                               |                                               | Einwohner                                     |
| 1869                                                | 1869                                          |                                               | 958                                           | 958                                           |
| 1880                                                | 1880                                          |                                               | 1.120                                         | 1.120                                         |
| 1890                                                | 1890                                          |                                               | 999                                           | 999                                           |
| 1900                                                | 1900                                          |                                               | 993                                           | 993                                           |
| 1910                                                | 1910                                          |                                               | 989                                           | 989                                           |
| 1923                                                | 1923                                          |                                               | 1.060                                         | 1.060                                         |
| 1934                                                | 1934                                          |                                               | 996                                           | 996                                           |
| 1939                                                | 1939                                          |                                               | 928                                           | 928                                           |
| 1951                                                | 1951                                          |                                               | 902                                           | 902                                           |
| 1961                                                | 1961                                          |                                               | 819                                           | 819                                           |
| 1971                                                | 1971                                          |                                               | 767                                           | 767                                           |
| 1981                                                | 1981                                          |                                               | 709                                           | 709                                           |
| 1991                                                | 1991                                          |                                               | 722                                           | 722                                           |
| 2001                                                | 2001                                          |                                               | 710                                           | 710                                           |
| 2011                                                | 2011                                          |                                               | 682                                           | 682                                           |
| 2021                                                | 2021                                          |                                               | 667                                           | 667                                           |
| 2025                                                | 2025                                          |                                               | 641                                           | 641                                           |
| Quelle(n): Statistik Austria, Gebietsstand 1.1.2021 |                                               |                                               |                                               |                                               |

### Religion
Nach den Daten der Volkszählung 2001 sind 94,6 % der Einwohner römisch-katholisch und 0,8 % evangelisch. 4,4 % der Bevölkerung haben kein religiöses Bekenntnis.

## Politik
Der Gemeinderat hat 15 Mitglieder.
- Mit den Gemeinderatswahlen in Niederösterreich 2010 hatte der Gemeinderat folgende Verteilung: 10 ÖVP, und 5 SPÖ.[3]
- Mit den Gemeinderatswahlen in Niederösterreich 2015 hatte der Gemeinderat folgende Verteilung: 11 ÖVP, und 4 SPÖ.[4]
- Mit den Gemeinderatswahlen in Niederösterreich 2020 hatte der Gemeinderat folgende Verteilung: 11 ÖVP und 4 SPÖ.[5]
- Mit den Gemeinderatswahlen in Niederösterreich 2025 hat der Gemeinderat folgende Verteilung: 8 ÖVP, 6 SPÖ und 1 FPÖ.[6]

Bei der österreichischen Bundespräsidentenwahl 2016 kam die Gemeinde Miesenbach in den öffentlichen Fokus, da dort ein zum Wahlzeitpunkt 14-Jähriger zur Wahl zugelassen wurde und eine gültige Stimme abgegeben hat. Das Gesetz sieht jedoch vor, dass man zur Abgabe mindestens 16 Jahre alt sein muss.

### Bürgermeister
- 1945–1947 Josef Postl[8]
- 1947–1955 Karl Marsteurer
- 1955–1956 Johann Offner
- 1956–1980 Franz Berger
- 1980–1989 Karl Postl
- 1989–2014 Matthias Scheibenreif
- seit 2014 Wolfgang Stückler (ÖVP)

### Wappen
Miesenbachs grünes Wappen steht für die lokale Forst- und Landwirtschaft. Es ist durch einen symbolisierten Flusslauf (den Miesenbach) getrennt. Im unteren Teil symbolisiert ein Wasserrad die Mühlen und Sägewerke entlang des Baches. Im oberen Teil sind Bischofsstab und Salzfass Referenzen zum Kirchenpatron Rupert von Salzburg.

## Kultur und Sehenswürdigkeiten
- Burgruine Frohnberg
- Katholische Pfarrkirche Scheuchenstein hl. Rupert
- Gauermann-Museum: Das 1976 in der vormaligen Gauermann-Schule gegründete Museum wurde 1993 umgestaltet sowie von 2000 bis 2002 umgebaut und völlig neu gestaltet. Das Museum hat zwei Ausstellungsbereiche. Während im Erdgeschoß Werke von Friedrich Gauermann zu sehen sind, widmet sich der erste Stock verschiedenen Künstlern der Gegenwart, die hier ihre Werke präsentieren.

## Wirtschaft und Infrastruktur
Nichtlandwirtschaftliche Arbeitsstätten gab es im Jahr 2001 insgesamt 27 land- und forstwirtschaftliche Betriebe, nach der Erhebung 1999 74. Die Zahl der Erwerbstätigen am Wohnort betrug nach der Volkszählung 2001 313. Die Erwerbsquote lag 2001 bei 44,64 Prozent.

Miesenbach (Mitte oben rechts) um 1873 (Aufnahmeblatt der Landesaufnahme)

## Persönlichkeiten

### Söhne und Töchter der Gemeinde
- Carl Gauermann (1804–1829), Biedermeier-Maler
- Friedrich Gauermann (1807–1862), Biedermeier-Maler
- Walther Sohm (1909–2001), Heimat- und Mundartforscher
- Clemens Martin Auer (* 1957), Politiker (ÖVP)